# Glyptobasis denticornis
Glyptobasis denticornis is een insect uit de familie van de vlinderhaften (Ascalaphidae), die tot de orde netvleugeligen (Neuroptera) behoort. 
Glyptobasis denticornis is voor het eerst wetenschappelijk beschreven door Kimmins in 1949.